# Dick Krzywicki
Ryszard Lech "Dick" Krzywicki (født 2. februar 1947 i Penley, Wales) er en walisisk tidligere fodboldspiller (midtbane). Han spillede i perioden 1969-1971 otte kampe for Wales' landshold, og scorede ét mål i en kamp mod England.
Krzywicki spillede på klubplan hele sin karriere i engelsk fodbold, hvor han blandt andet repræsenterede West Bromwich, Huddersfield og Lincoln. Han var med til at vinde FA Cuppen med West Bromwich i 1968.

## Titler
FA Cup
- 1968 med West Bromwich